# Ω-automat
Ω-automat je v teorii automatů varianta konečného automatu, který na vstupu zpracovává slovo nekonečné délky. Protože výpočet ω-automatů běží nekonečně dlouho, liší se jednotlivé automaty akceptujícími podmínkami namísto pouhého definování koncových stavů jako u automatů zpracovávajících slova konečné délky.

## Ω-automaty
- Büchiho automat
- Mullerův automat